# Šešupė
Šešupė (polsky Szeszupa, rusky Шешупе) je řeka 1. řádu v Polsku (Podleské vojvodství), Litvě (Marijampolský kraj) a Kaliningradské oblasti (Rusko). Je to levý přítok Němenu. Je 298 km dlouhá, z toho 27 km je v Polsku, 158 km na území Litvy, 51 km tvoří hranici mezi Litvou a Kaliningradskou oblastí a 62 km je na území Kaliningradské oblasti. Povodí má rozlohu 6100 km².

## Průběh toku
Pramení na Baltském valu nedaleko Suwałk, na území Suwałkské chráněné krajinné oblasti asi 500 m od řeky Czarna Hańcza. Teče zprvu na sever, protéká několika jezery, u města Rutka-Tartak se stáčí na severovýchod a 6 km za městem protíná litevsko-polskou hranici, protéká městem Kalvarija, po soutoku s řekou Želsvelė počíná silněji meandrovat a stáčí se na sever. U obce Gavaltuva se stáčí na západoseverozápad a tímto směrem se kroutí až do města Kudirkos Naumiestis na hranici mezi Litvou a Kaliningradskou oblastí Ruska. Zde se stáčí na sever a odtud dále tvoří litevsko-ruskou státní hranici (od tohoto města na jih tuto hranici tvoří také řeka: levý přítok Šešupė Širvinta). Od soutoku s řekou Nova u městysu Panoviai se stáčí na severozápad a po soutoku s řekou Jotija vtéká na území Kaliningradské oblasti Ruska. Do Němenu, který zde tvoří hranici mezi Litvou a Kaliningradskou oblastí se vlévá z území Kaliningradské oblasti jako jeho levý přítok.

## Vodní režim
Zdroj vody je smíšený s převahou dešťového. Průměrný průtok vody ve vzdálenosti 43 km od ústí činí 33,2 m³/s. Zamrzá v polovině listopadu až v lednu a rozmrzá na konci února až na začátku dubna.

## Města
Leží na ní města Kalvarija, Marijampolė, Kudirkos Naumiestis (Litva), Krasnoznamensk, (Rusko, původní pruský název – Lazdėnai, litevský – Lazdynai).

## Přítoky
Na území Polska:
- Levé
  - Potopka

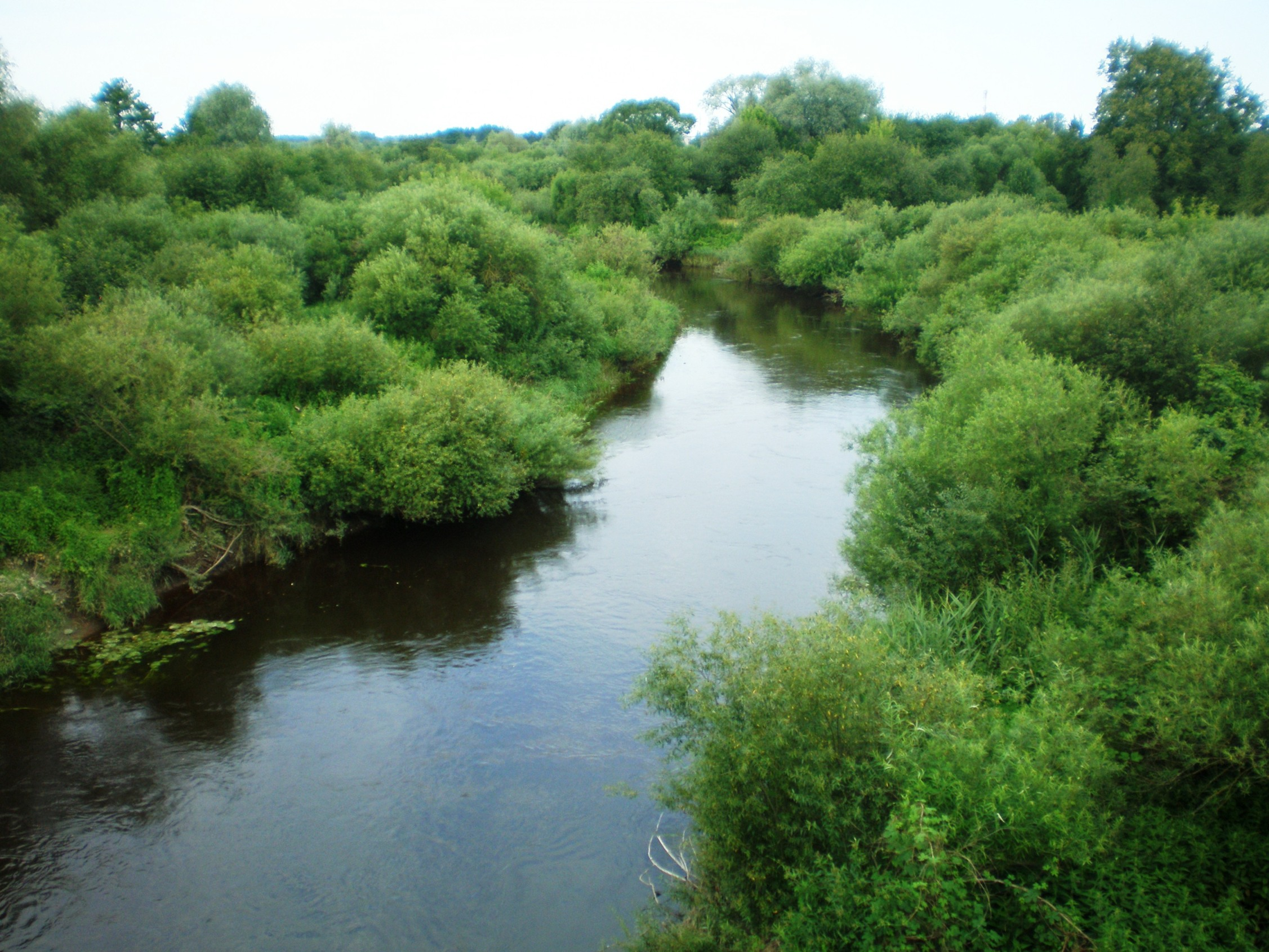
Šešupė u Pilviškisu

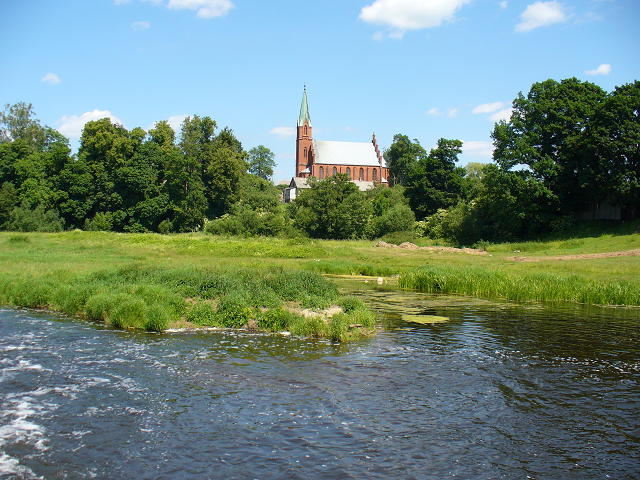
Chrám u řeky v Krasnoznamensku v Kaliningradské oblasti

  - Wigra (řeka pramení na území Litvy)

Na území Litvy:
- Levé

| Hydrologické pořadí | Řeka                       | Délka (km) | Povodí (km²) | Vzdálenost od ústí (km) | Ústí kde              | Koordináty ústí |
| ------------------- | -------------------------- | ---------- | ------------ | ----------------------- | --------------------- | --------------- |
| 15010050            | Graužė                     | 10,2       | 22,1         | 265,6                   | Skaisčiai             |                 |
| 15010070            | Vyžupis                    | 9,7        | 17,4         | 260,7                   | Juodeliai             |                 |
| 15010080            | Menkupių upelis            | 7,7        | 10,5         | 256,9                   | Kreivukė              |                 |
| 15010090            | Burčiokinė                 | 5,4        | 12,3         | 256,4                   | Kreivukė              |                 |
| 15010100            | Š-9                        | 3,0        | 5,6          | 254,3                   | Kalvarija             |                 |
|                     | ?(protéká jezerem Janavas) | ~3,8       |              | ~248,5                  | Kalvarija             |                 |
| 15010170            | Sūduonia                   | 20,4       | 80,5         | 218,1                   | Liudvinavas           |                 |
| 15010230            | Uosupelis                  | 9,6        | 12,4         | 200,5                   | Marijampolė           |                 |
| 15010250            | Gausbalė                   | 7,1        | 9,1          | 195,8                   | Marijampolė           |                 |
| 15010260            | Š-7                        | 5,0        | 6,5          | 194,2                   | Marijampolė           |                 |
| 15010320            | Piliakalnio upelis         | 3,6        | 10,6         | 176,0                   | Gavaltuva             |                 |
| 15010360            | Žvirgždė                   | 14,3       | 35,1         | 161,9                   | Bebrininkai           |                 |
| 15010370            | Rausvė                     | 48,6       | 204,1        | 157,6                   | Piliūnai (Pilviškiai) |                 |
| 15010400            | Š-5                        | 4,4        | 5,0          | 154,4                   | Pilviškiai            |                 |
| 15010440            | Gulbinas                   | 12,6       | 30,6         | 151,9                   | Pilviškiai            |                 |
| 15010490            | Alksnė                     | 10,4       | 31,5         | 146,6                   | Alksnėnai             |                 |
| 15010530            | Skriaudupis                | 7,5        | 21,1         | 130,6                   | Matarnai              |                 |
| 15010550            | Juodupė                    | 10,2       | 26,1         | 115,5                   | Kataučizna            |                 |
| 15010560            | Širvinta                   | 43,8       | 1312,9       | 113,0                   | Kudirkos Naumiestis   |                 |

- Pravé

| Hydrologické pořadí | Řeka                                    | Délka (km) | Povodí (km²) | Vzdálenost od ústí (km) | Ústí kde                  | Koordináty ústí |
| ------------------- | --------------------------------------- | ---------- | ------------ | ----------------------- | ------------------------- | --------------- |
| 15010030            | Šelmenta (většina toku na území Polska) | 15,8       | 138,1        | 267,5                   | Tribarčiai                |                 |
| 15010040            | Š-12                                    | 3,2        | 3,2          | 266,3                   | Tribarčiai                |                 |
| 15010060            | Šarkyčia neboli Šešupėlis               | 5,2        | 14,4         | 261,0                   | Gabrieliškiai             |                 |
| 15010110            | Š-10                                    | 3,2        | 5,3          | 252,7                   | Kalvarija                 |                 |
| 15010120            | Kirsna                                  | 28,1       | 457,8        | 244,7                   | Brukai                    |                 |
| 15010150            | Š-8                                     | 2,9        | 2,0          | 236,9                   | Būriškiai                 |                 |
| 15010160            | Želsvelė                                | 3,4        | 21,8         | 232,5                   | Želsva                    |                 |
|                     | Ūdrupis                                 | ~5,8       |              | ~226,6                  | Bukta                     |                 |
| 15010190            | Dovinė                                  | 47,0       | 588,7        | 215,5                   | Netičkampis (Liudvinavas) |                 |
| 15010240            | Jevonis                                 | 6,1        | 16,8         | 200,5                   | Marijampolė               |                 |
| 15010270            | Laikštė                                 | 5,1        | 28,4         | 192,7                   | Marijampolė               |                 |
| 15010280            | Juodupė                                 | 6,0        | 8,5          | 187,0                   | Puskelniai                |                 |
| 15010290            | Sasna                                   | 21,3       | 102,2        | 177,4                   | Gavaltuva                 |                 |
| 15010300            | Kuzupelis                               | 7,3        | 9,1          | 177,1                   | Gavaltuva                 |                 |
| 15010310            | Š-6                                     | 5,0        | 6,5          | 176,9                   | Gavaltuva                 |                 |
| 15010330            | Skriaudupis                             | 4,9        | 4,8          | 174,2                   | Gavaltuva                 |                 |
| 15010340            | Š-4                                     | 3,9        | 2,9          | 170,1                   |                           |                 |
| 15010350            | Ožnugaris                               | 4,2        | 3,1          | 166,5                   | Gaisriai                  |                 |
| 15010410            | Pilvė                                   | 57,1       | 329,8        | 153,3                   | Pilviškiai                |                 |
| 15010450            | Višakis                                 | 44,5       | 332,8        | 149,5                   | Pilviškiai                |                 |
| 15010500            | Vandupė                                 | 18,7       | 38,9         | 144,4                   | Miknaičiai                |                 |
| 15010510            | Staškupis                               | 5,8        | 5,1          | 138,8                   | Viltrakiai                |                 |
| 15010520            | Milupė                                  | 16,9       | 49,4         | 133,9                   | Trumpai                   |                 |
| 15010540            | Nenupė                                  | 20,5       | 34,9         | 125,5                   | Norvaišai                 |                 |
| 15010660            | Nova                                    | 69,3       | 403,3        | 92,6                    | Panoviai                  |                 |
| 15010690            | Aukspirta                               | 21,6       | 98,5         | 85,7                    | Šilgaliai                 |                 |
| 15010710            | Blusupis                                | 5,0        | 7,7          | 80,0                    | Šilgaliai                 |                 |
| 15010720            | Siesartis                               | 60,5       | 197,6        | 77,7                    | Slavikai                  |                 |
| 15010740            | Gedupis                                 | 7,4        | 15,0         | 71,5                    | Slavikai                  |                 |
| 15010750            | Jotija                                  | 47,9       | 275,0        | 61,6                    | Kirkilai                  |                 |

Na území Ruska:
- Levé
  - Š-3
  - Budovka
  - Ozernaja
  - Dubovka
  - Staraja
  - Čornaja
  - Stok
  - Š-1
- Pravé:
  - Dupelka
  - Sojuznyj
  - Š-2